# Tour des Flandres féminin 2018
La 15e édition du Tour des Flandres féminin a lieu le 1er avril 2018. C'est la sixième épreuve de l'UCI World Tour féminin 2018. Elle est remportée par la Néerlandaise Anna van der Breggen.

## Présentation

### Parcours

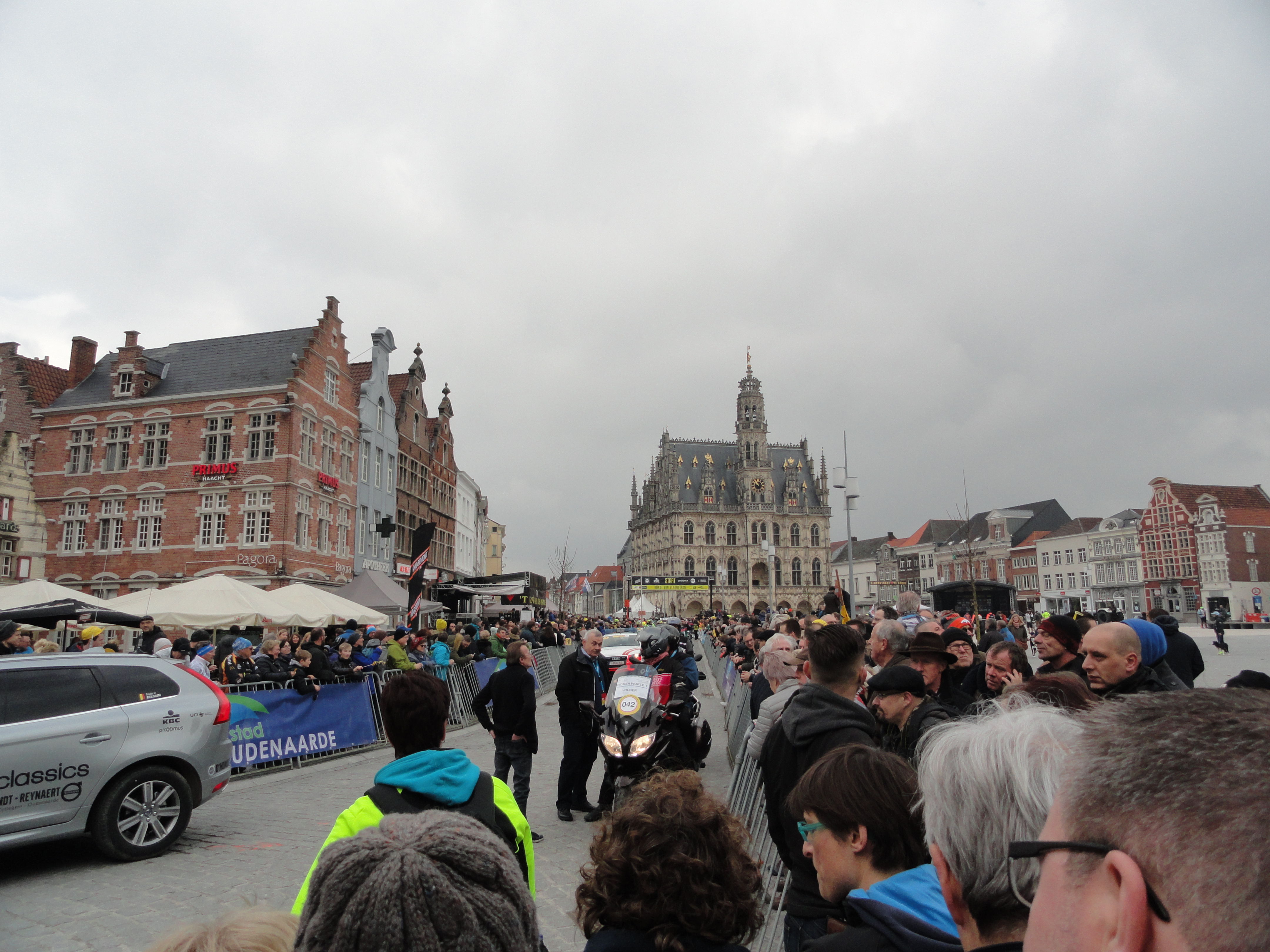
Départ de la course

Le parcours, long de 151,9 km, est quasiment identique à celui de l'édition précédente. Il démarre de la Grand-Place d'Audenarde. Il se dirige tout d'abord vers Zottegem avec un passage sur le secteur pavé de lange Munte au passage. Après Zottegem, les coureuses empruntent la Paddestraat. Le parcours féminin ne quitte plus celui masculin, avec certes moins de chemin, jusqu'à l'arrivée. Après Zottegem, le circuit retourne vers Audenaarde avant d'arriver aux premières difficultés avec le Wolvenberg. Il se rend à Grammont puis au Kanarieberg. Ce mont marque le début des choses sérieuses pour les favorites. Le vieux Quaremont puis le Paterberg sont montés. Ce dernier est placé à treize kilomètres du but. L'arrivée est située dans la Minderbroederstraat d'Audenarde.
Onze monts sont au programme de cette édition, pour la plupart recouverts de pavés :
| Mont | Nom                    | Km    | Revêtement | Longueur (m) | Pente moyenne | Km de l'arrivée |
| ---- | ---------------------- | ----- | ---------- | ------------ | ------------- | --------------- |
| 1    | Edelare                | 59,7  | asphalte   | 1 500        | 4,2 %         | 91,2            |
| 2    | Wolvenberg             | 63,2  | asphalte   | 645          | 7,9 %         | 87,7            |
| 3    | Leberg                 | 72,1  | asphalte   | 950          | 4,2 %         | 78,8            |
| 4    | Berendries             | 76,1  | asphalte   | 940          | 7 %           | 74,8            |
| 5    | Tenbosse               | 81,1  | asphalte   | 550          | 6,9 %         | 69,8            |
| 6    | Mur de Grammont        | 91,5  | pavé       | 476          | 9,3           | 59,4            |
| 7    | Pottelberg (La Houppe) | 110,1 | pavé       | 1350         | 6,5           | 40,8            |
| 8    | Kanarieberg            | 115,9 | asphalte   | 1 000        | 7,7 %         | 35,0            |
| 9    | Kruisberg              | 125,3 | asphalte   | 2 500        | 5 %           | 25,6            |
| 10   | Vieux Quaremont        | 134,2 | pavés      | 2 200        | 4 %           | 16,7            |
| 11   | Paterberg              | 137,7 | pavés      | 360          | 12,9 %        | 13,2            |

En plus des traditionnels monts, il y a cinq secteurs pavés :
| Secteur | Nom              | Km   | Longueur (m) | Km de l'arrivée |
| ------- | ---------------- | ---- | ------------ | --------------- |
| 1       | Lange Munte      | 12,5 | 2470         | 139,4           |
| 2       | Lippenhovestraat | 36,3 | 1 300        | 115,6           |
| 3       | Paddestraat      | 37,8 | 1 500        | 114,1           |
| 4       | Holleweg         | 63,4 | 1 500        | 88,5            |
| 5       | Haaghoek (nl)    | 69,1 | 2 000        | 82,8            |

### Équipes
Vingt-quatre équipes professionnelles participent à l'épreuve. 
| Équipes féminines professionnelles (24)- Alé Cipollini - Aromitalia Vaiano - Astana Women's - Bepink - Boels Dolmans - BTC City Ljubljana - Canyon-SRAM Racing - Cervélo Bigla - Cylance - Doltcini-Van Eyck Sport - Experza-Footlogix - FDJ-Nouvelle Aquitaine-Futuroscope - Hitec Products-Birk Sport - Lotto Soudal Ladies - Mitchelton-Scott - Movistar Team - Parkhotel Valkenburg-Destil - Sunweb - Tibco-Silicon Valley Bank - Trek-Drops - Valcar PBM - Virtu - WaowDeals - Wiggle High5 |
| |

Quelques équipes au départ
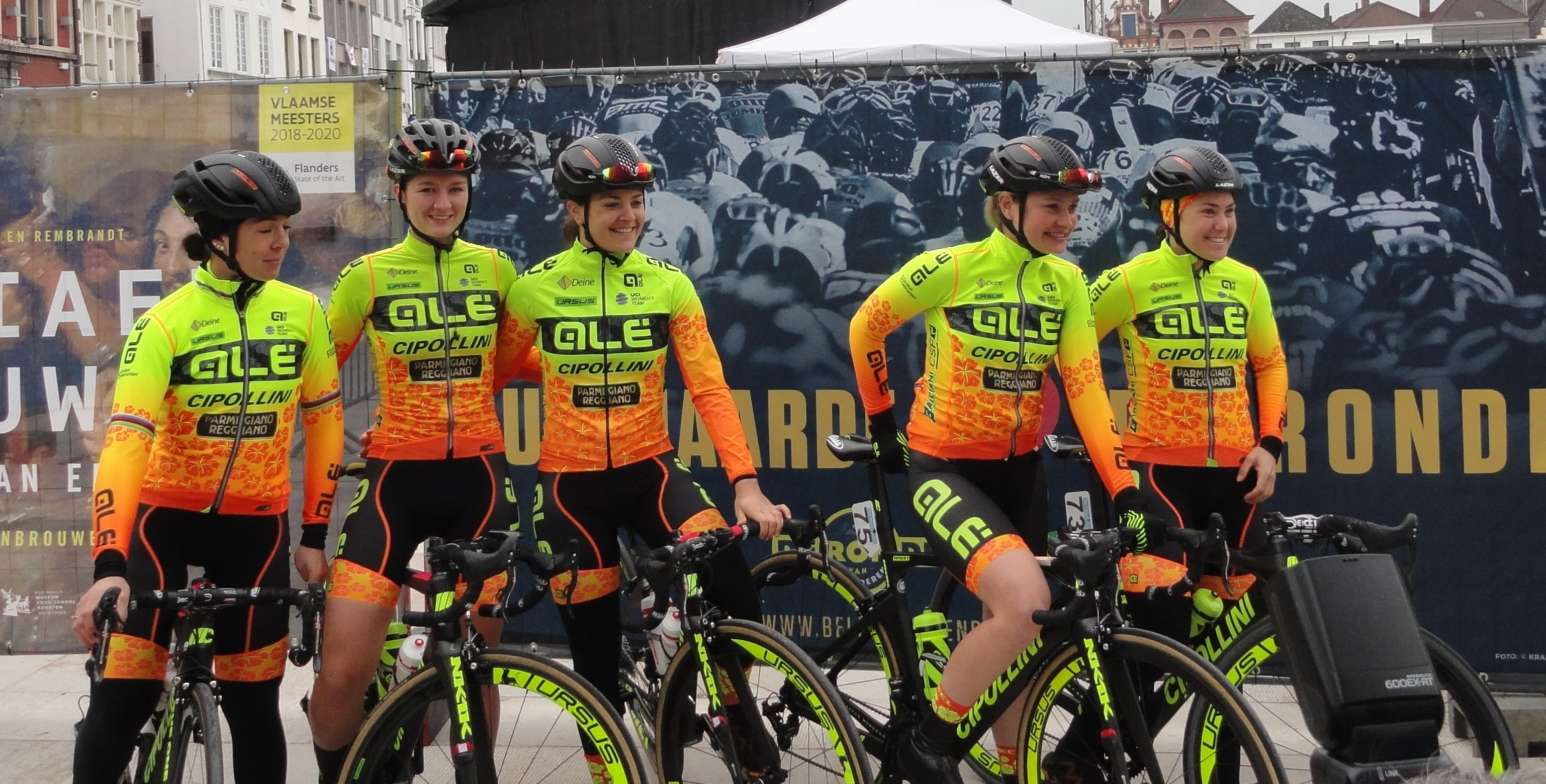
Alé Cipollini
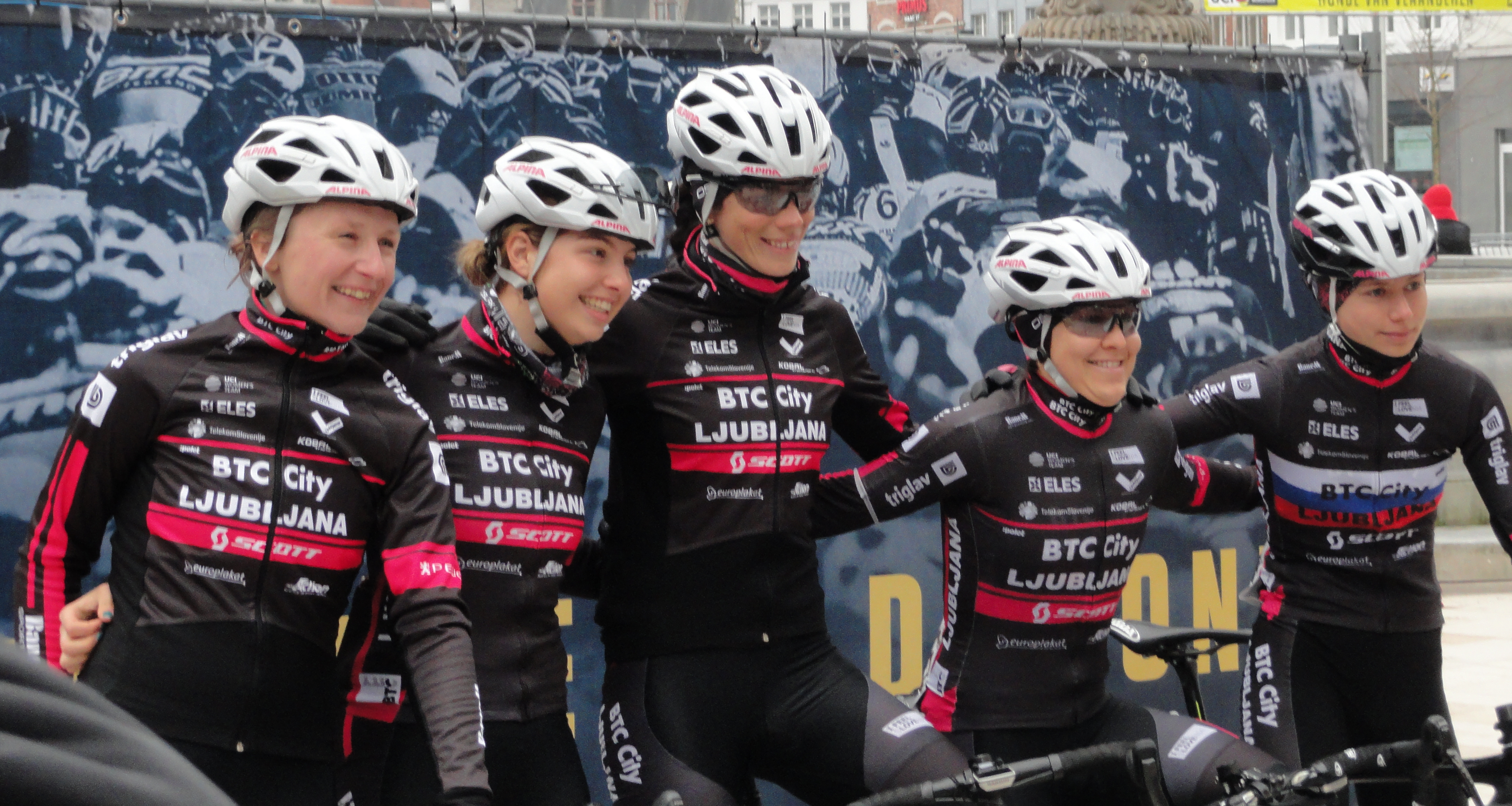
BTC City Ljubljana
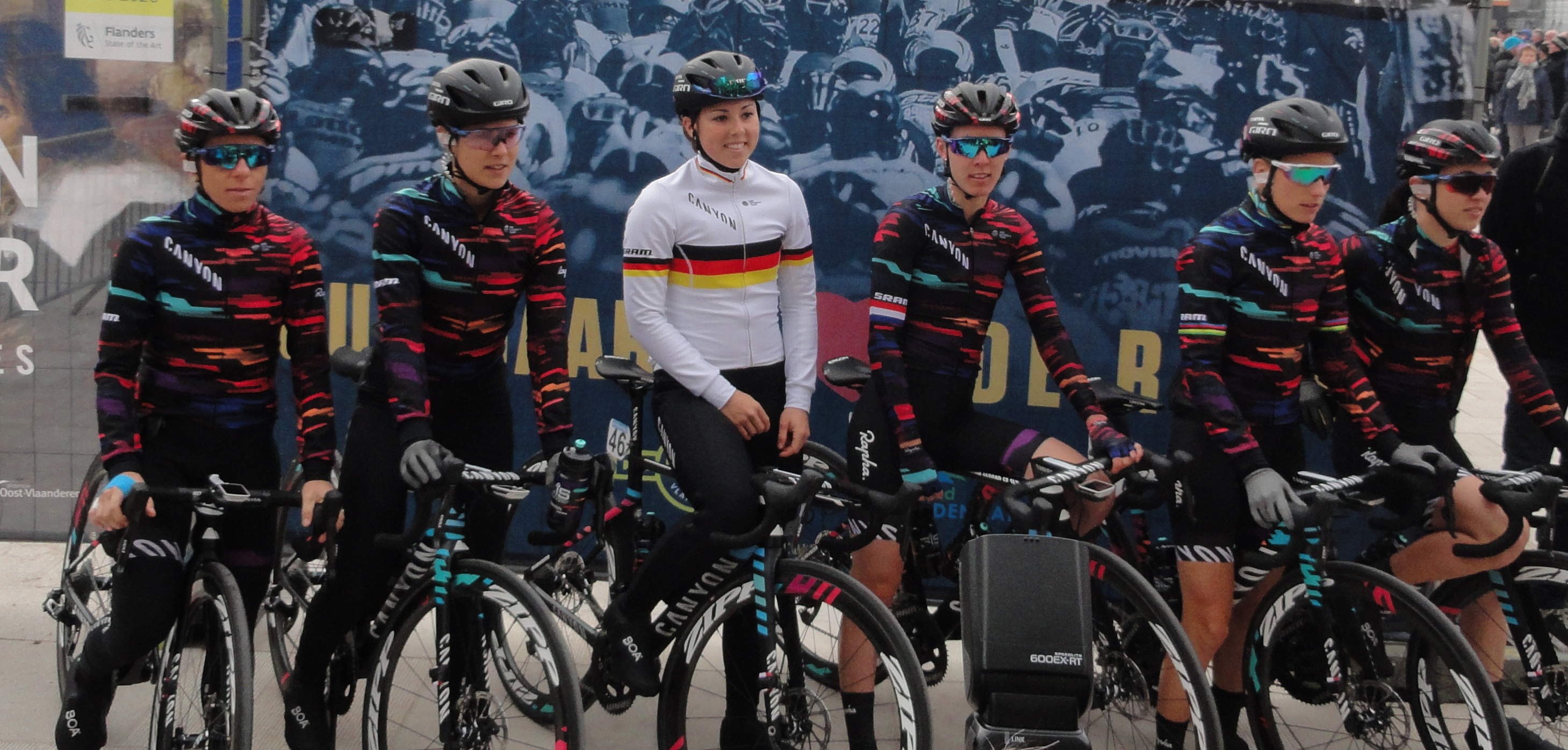
Canyon-SRAM Racing
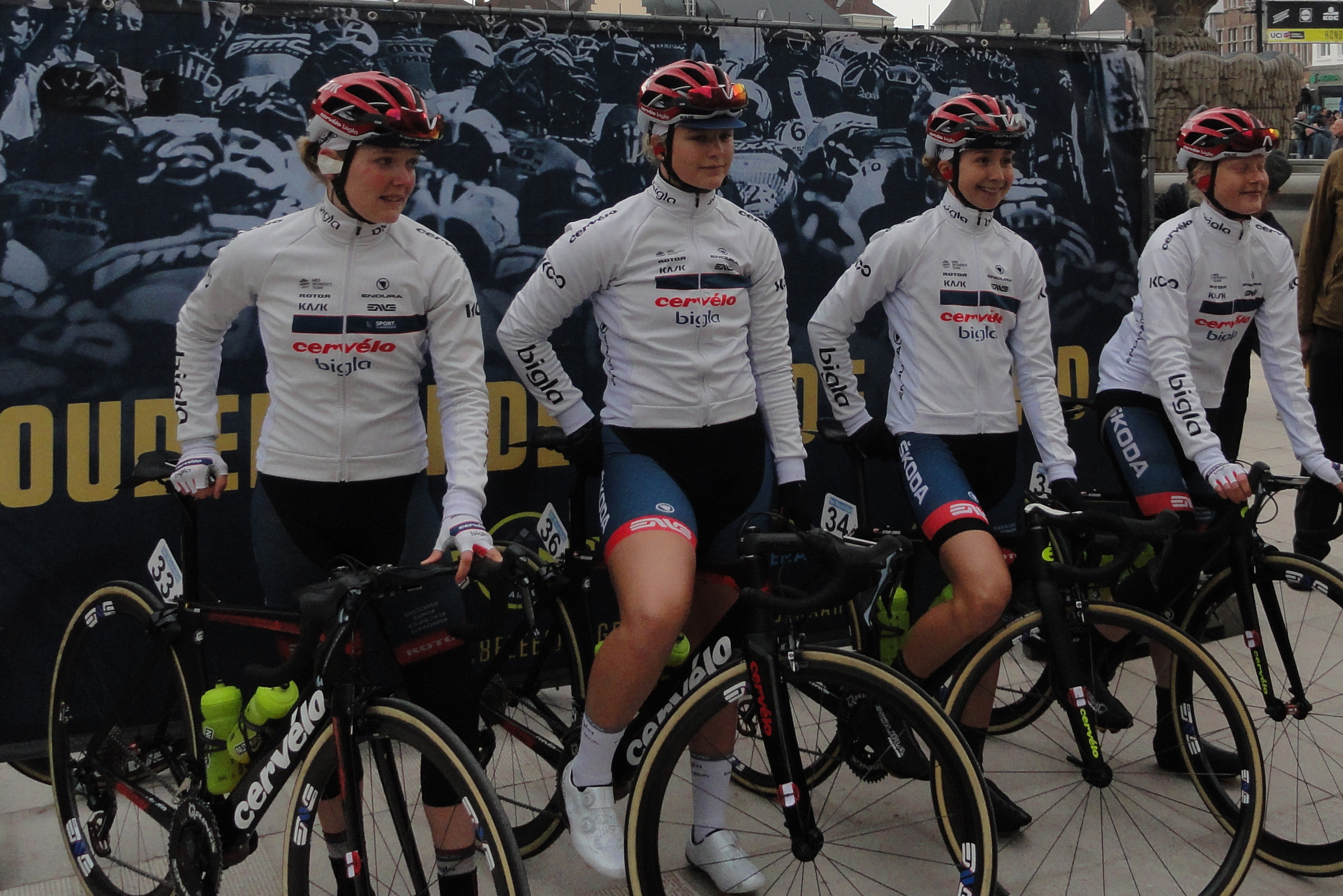
Cervélo Bigla
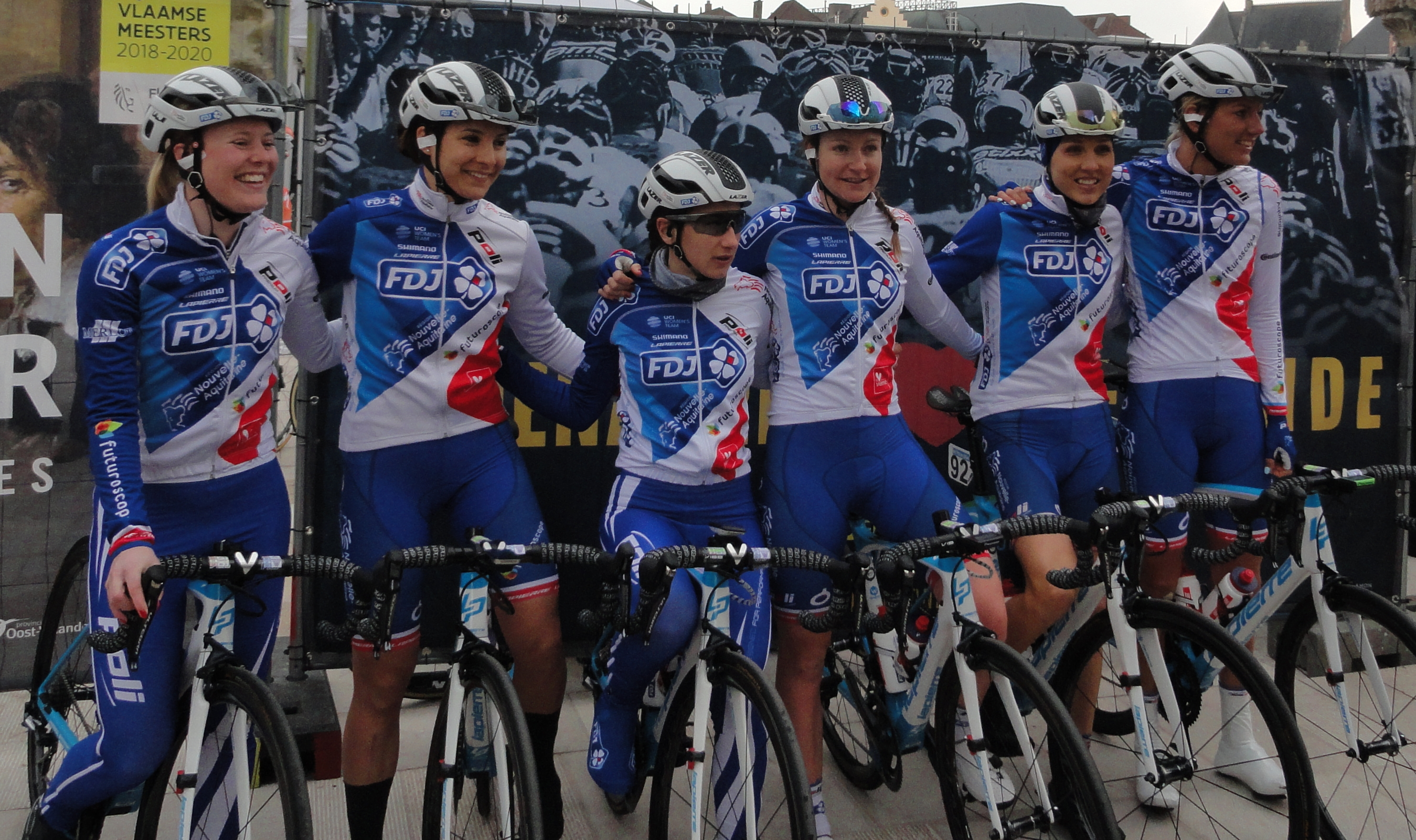
FDJ-Nouvelle Aquitaine-Futuroscope
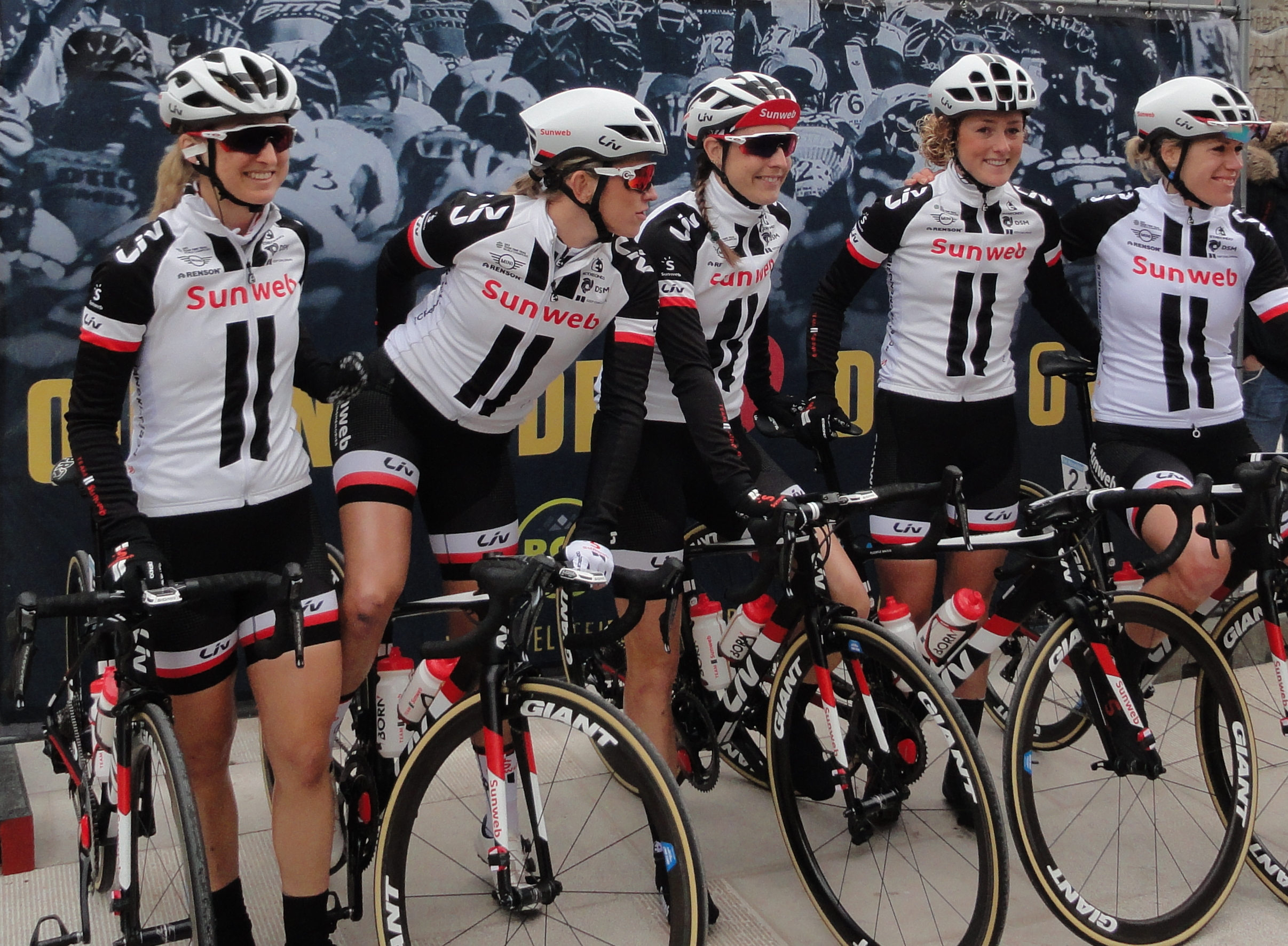
Sunweb
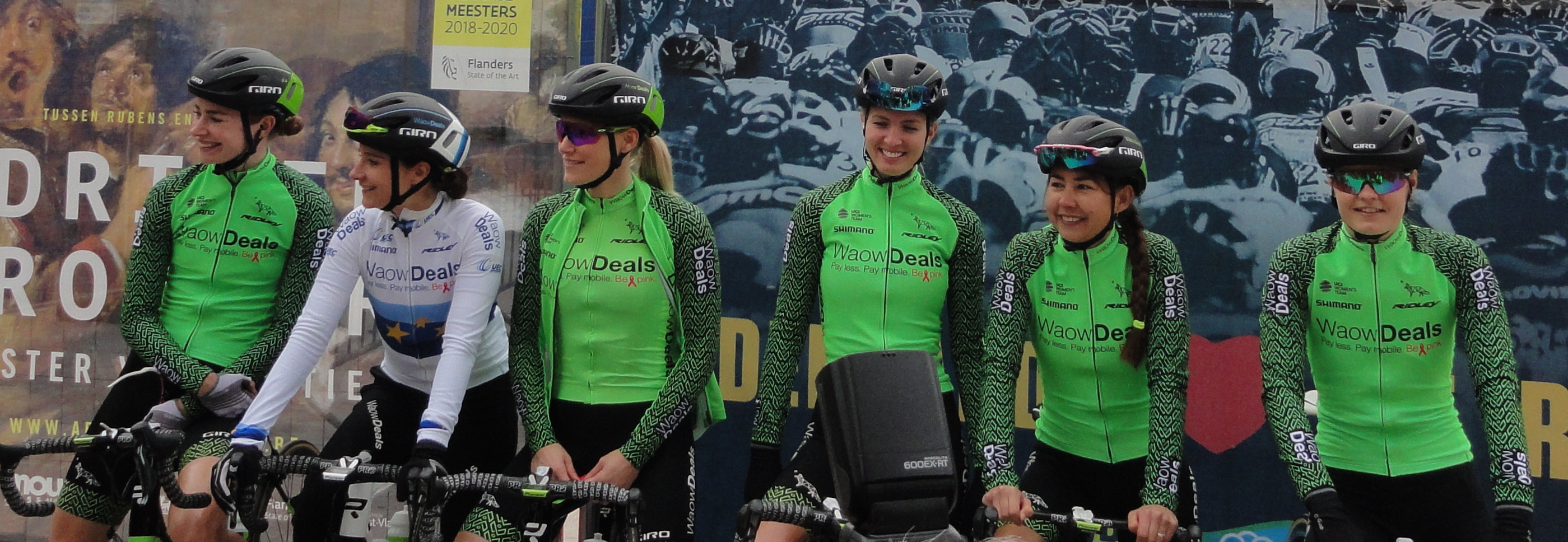
Waowdeal
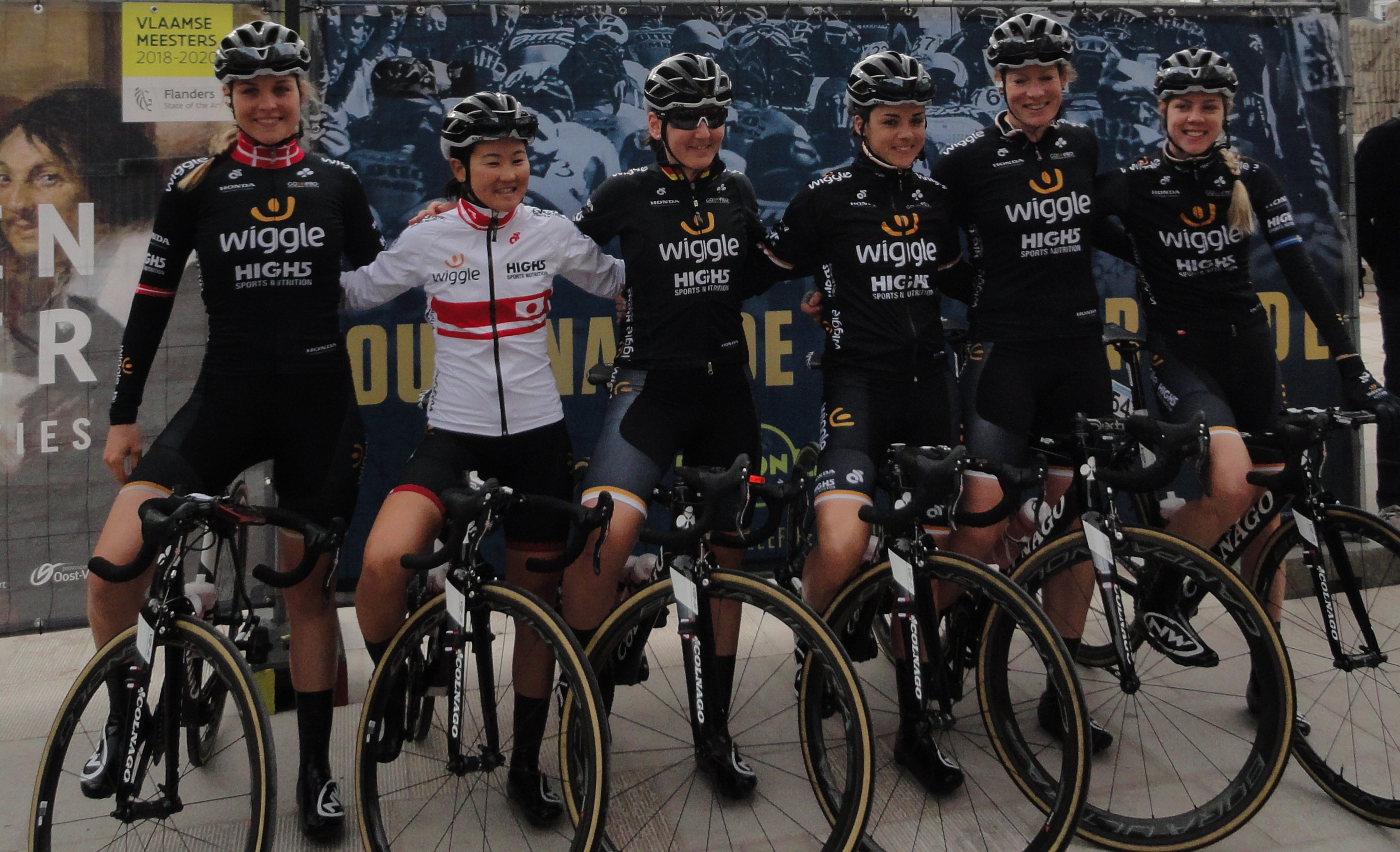
Wiggle High5

### Favorites

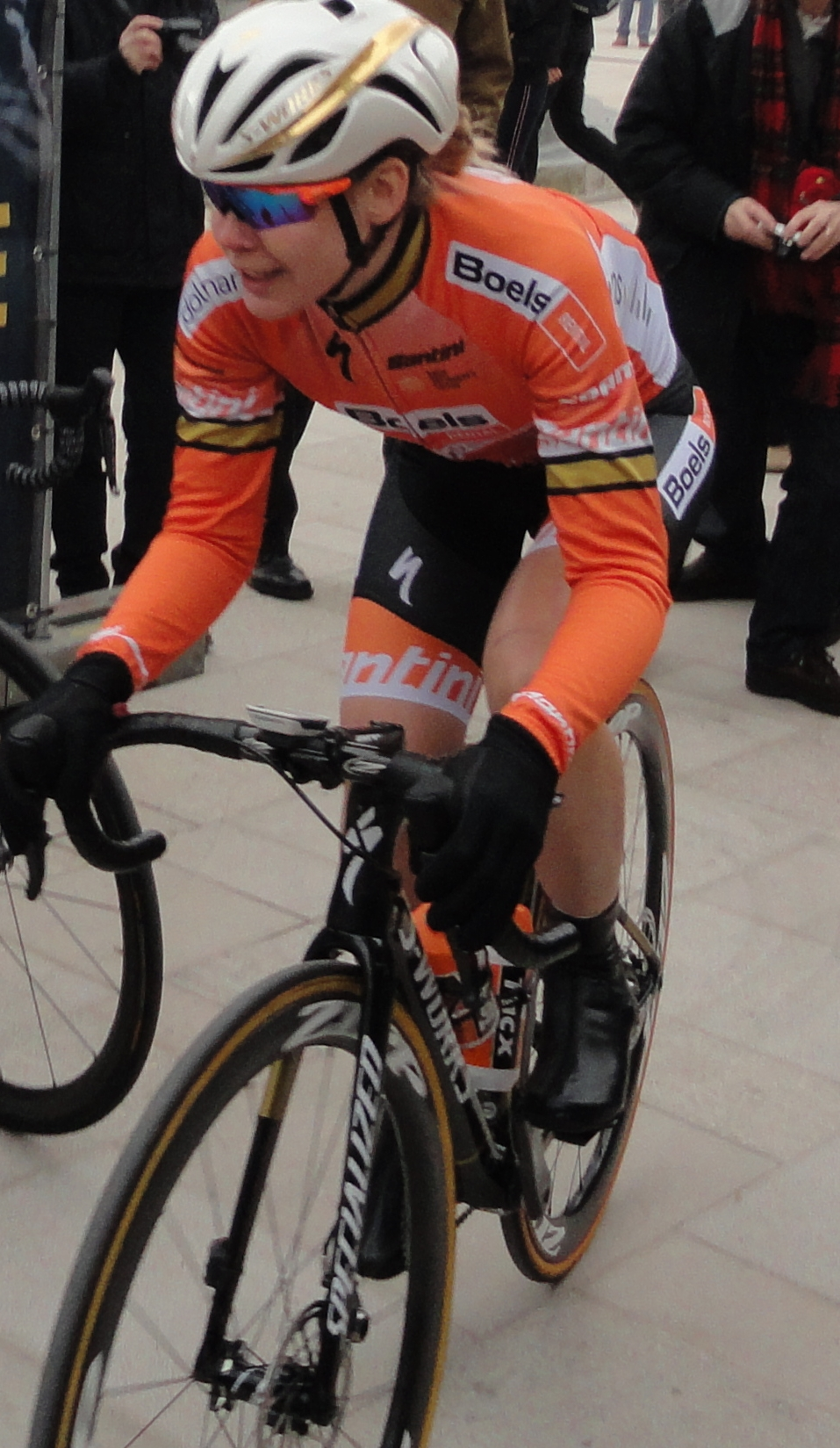
Anna van der Breggen au départ

La vainqueur sortante, Coryn Rivera semble moins en forme que l'année précédente et devrait se mettre au service d'Ellen van Dijk, vainqueur d'À travers les Flandres en milieu de semaine. La formation Boels Dolmans repose sur trois potentielles vainqueurs avec : Anna van der Breggen, lauréate des Strade Bianche, Amy Pieters, lauréate du Tour de Drenthe, et Chantal Blaak, deuxième du Trofeo Alfredo Binda et championne du monde en titre. L'équipe Mitchelton-Scott vient aussi avec de sérieux argument. La sprinteuse belge Jolien D'Hoore, qui vient de finir deuxième de Gand-Wevelgem et vainqueur des Trois jours de La Panne, Annemiek van Vleuten, numéro un mondial 2017, vient de finir cinquième d'À travers les Flandres, Gracie Elvin deuxième de la course en 2017 et Amanda Spratt sont les principaux atouts de la formation australienne. Katarzyna Niewiadoma est la meilleure chance pour l'équipe Canyon-SRAM qui montre une belle dynamique depuis le début de saison. Alé Cipollini peut compter sur ses sprinteuses Chloe Hosking et Marta Bastianelli très en vue cette année avec notamment la victoire sur Gand-Wevelgem pour cette dernière et plusieurs podium pour la première. Janneke Ensing, meilleure grimpeuse, devrait néanmoins être la leader de l'équipe pour l'épreuve. Christina Siggaard, vainqueur du Circuit Het Nieuwsblad, mène la formation Virtu. L'équipe Wiggle High5, après le forfait de dernière minute d'Elisa Longo Borghini, vainqueur en 2014, a pour leader la sprinteuse néerlandaise Kirsten Wild qui a déjà trois podium à son actif sur l'épreuve. Elle pourra compter sur l'Allemande Lisa Brennauer, toujours présente sur ce genre de parcours,,.

## Récit de la course
Le temps est gris mais sec au départ. Cependant, il se met à pleuvoir lors du passage sur le premier secteur pavé. Natalie van Gogh est la première à passer à l'attaque au kilomètre quarante-sept. Son avance culmine à la minute. Elle est reprise par le peloton peu après le Wolvenberg. Peu avant d'arriver dans le mur de Grammont une chute spectaculaire se produit. Chloe Hosking et Roxane Fournier en sont les principales victimes. Lisa Klein, Julia Soek, Brodie Chapman et Sheyla Gutierrez chutent également. Dans la montée du mur, Jolien D'Hoore, Christine Majerus, Ashleigh Moolman, Ellen van Dijk, Lisa Brennauer et Katarzyna Niewiadoma ouvrent la route. Elles ne collaborent pas et sont rapidement reprises. Après cette difficulté, le parcours effectue une sorte de pause les monts. Celle-ci est mise à profit par sept coureuses dont Pascale Jeuland, Lotta Lepistö et Sofia Bertizzolo pour partir. Leur escapade n'est cependant que de courte durée. Dans le Kanarieberg, Amalie Dideriksen, Christine Majerus impriment un rythme élevé. Elena Cecchini attaque et est suivie par la Danoise. On ne les laisse cependant pas partir. Un peloton encore groupé se présente donc au Kruisberg. L'Italienne reproduit son effort et provoque une sélection. Elle est relayée par Amy Pieters. Elles sont alors onze favorites à l'avant : Ellen van Dijk, Pauline Ferrand-Prévot, Katarzyna Niewiadoma, Chantal Blaak, Megan Guarnier, Amy Pieters, Anna van der Breggen, Annemiek van Vleuten, Ashleigh Moolman, Lisa Brennauer et Małgorzata Jasińska. Juste après, à vingt-cinq kilomètres de l'arrivée, Katarzyna Niewiadoma lance une escarmouche, mais c'est Anna van der Breggen qui part. Ellen van Dijk tente de la suivre, mais ne parvient pas à la reprendre. Anna van der Breggen creuse immédiatement un écart important et possède une minute d'avance à vingt kilomètres de l'arrivée. Derrière le peloton se reforme. Ashleigh Moolman passe à l'offensive dans le vieux Quaremont. Sur le passage bitumé le suivant directement, Annemiek van Vleuten s'isole également devant. Chantal Blaak reprend les fugitives dans le Paterberg. Une nouvelle sortie est le fruit de Katarzyna Niewiadoma, Annemiek van Vleuten et Ashleigh Moolman. Elles sont marquées par Amy Pieters. Ce groupe est repris sous la flamme rouge. Anna van der Breggen s'impose nettement. Au sprint, Amy Pieters vient réaliser le doublé devant Annemiek van Vleuten,.

## Classements

### Classement final
| \| Classement général \| Classement général \| Classement général \| Classement général \| Classement général \| \| Coureuse \| Coureuse \| Pays \| Équipe \| Temps \| \| ------------------ \| -------------------- \| ------------------ \| ------------------ \| ------------------ \| \| 1re \| Anna van der Breggen \| Pays-Bas \| Boels Dolmans \| 4 h 08 min 46 s \| \| 2e \| Amy Pieters \| Pays-Bas \| Boels Dolmans \| + 1 min 08 s \| \| 3e \| Annemiek van Vleuten \| Pays-Bas \| Mitchelton-Scott \| + 1 min 08 s \| \| 4e \| Ashleigh Moolman \| Afrique du Sud \| Cervélo Bigla \| + 1 min 08 s \| \| 5e \| Chantal Blaak \| Pays-Bas \| Boels Dolmans \| + 1 min 08 s \| \| 6e \| Małgorzata Jasińska \| Pologne \| Movistar Team \| + 1 min 08 s \| \| 7e \| Ellen van Dijk \| Pays-Bas \| Sunweb \| + 1 min 08 s \| \| 8e \| Lisa Brennauer \| Allemagne \| Wiggle High5 \| + 1 min 08 s \| \| 9e \| Katarzyna Niewiadoma \| Pologne \| Canyon-SRAM Racing \| + 1 min 08 s \| \| 10e \| Megan Guarnier \| États-Unis \| Boels Dolmans \| + 1 min 11 s \| |                      |                |                    |                 |
| |                      |                |                    |                 |
| Source : ProCyclingStats |                      |                |                    |                 |
| Classement général |                      |                |                    |                 |
| Coureuse | Coureuse             | Pays           | Équipe             | Temps           |
| 1re | Anna van der Breggen | Pays-Bas       | Boels Dolmans      | 4 h 08 min 46 s |
| 2e | Amy Pieters          | Pays-Bas       | Boels Dolmans      | + 1 min 08 s    |
| 3e | Annemiek van Vleuten | Pays-Bas       | Mitchelton-Scott   | + 1 min 08 s    |
| 4e | Ashleigh Moolman     | Afrique du Sud | Cervélo Bigla      | + 1 min 08 s    |
| 5e | Chantal Blaak        | Pays-Bas       | Boels Dolmans      | + 1 min 08 s    |
| 6e | Małgorzata Jasińska  | Pologne        | Movistar Team      | + 1 min 08 s    |
| 7e | Ellen van Dijk       | Pays-Bas       | Sunweb             | + 1 min 08 s    |
| 8e | Lisa Brennauer       | Allemagne      | Wiggle High5       | + 1 min 08 s    |
| 9e | Katarzyna Niewiadoma | Pologne        | Canyon-SRAM Racing | + 1 min 08 s    |
| 10e | Megan Guarnier       | États-Unis     | Boels Dolmans      | + 1 min 11 s    |

### UCI World Tour

#### Points attribués
| Position           | 1er | 2e  | 3e  | 4e  | 5e | 6e | 7e | 8e | 9e | 10e | 11e | 12e | 13e | 14e | 15e | 16e à 30e | 31e à 40e |
| Classement général | 200 | 150 | 125 | 100 | 85 | 70 | 60 | 50 | 40 | 35  | 30  | 25  | 20  | 15  | 10  | 5         | 3         |

| Classement par points | Classement par points | Classement par points | Classement par points | Classement par points |
| Coureuse              | Coureuse              | Pays                  | Équipe                | Points                |
| --------------------- | --------------------- | --------------------- | --------------------- | --------------------- |
| 1re                   | Amy Pieters           | Pays-Bas              | Boels Dolmans         | 440 pts               |
| 2e                    | Anna van der Breggen  | Pays-Bas              | Boels Dolmans         | 405 pts               |
| 3e                    | Jolien D'Hoore        | Belgique              | Mitchelton-Scott      | 405 pts               |
| 4e                    | Katarzyna Niewiadoma  | Pologne               | Canyon-SRAM Racing    | 390 pts               |
| 5e                    | Marta Bastianelli     | Italie                | Alé Cipollini         | 370 pts               |
| 6e                    | Chantal Blaak         | Pays-Bas              | Boels Dolmans         | 338 pts               |
| 7e                    | Chloe Hosking         | Australie             | Alé Cipollini         | 280 pts               |
| 8e                    | Marianne Vos          | Pays-Bas              | WaowDeals             | 238 pts               |
| 9e                    | Ashleigh Moolman      | Afrique du Sud        | Cervélo Bigla         | 210 pts               |
| 10e                   | Arlenis Sierra        | Cuba                  | Astana Women's Team   | 190 pts               |

| Classement par points | Classement par points | Classement par points | Classement par points | Classement par points |
| Coureuse              | Coureuse              | Pays                  | Équipe                | Points                |
| --------------------- | --------------------- | --------------------- | --------------------- | --------------------- |
| 1re                   | Amy Pieters           | Pays-Bas              | Boels Dolmans         | 440 pts               |
| 2e                    | Anna van der Breggen  | Pays-Bas              | Boels Dolmans         | 405 pts               |
| 3e                    | Jolien D'Hoore        | Belgique              | Mitchelton-Scott      | 405 pts               |
| 4e                    | Katarzyna Niewiadoma  | Pologne               | Canyon-SRAM Racing    | 390 pts               |
| 5e                    | Marta Bastianelli     | Italie                | Alé Cipollini         | 370 pts               |
| 6e                    | Chantal Blaak         | Pays-Bas              | Boels Dolmans         | 338 pts               |
| 7e                    | Chloe Hosking         | Australie             | Alé Cipollini         | 280 pts               |
| 8e                    | Marianne Vos          | Pays-Bas              | WaowDeals             | 238 pts               |
| 9e                    | Ashleigh Moolman      | Afrique du Sud        | Cervélo Bigla         | 210 pts               |
| 10e                   | Arlenis Sierra        | Cuba                  | Astana Women's Team   | 190 pts               |

| Classement du meilleur jeune | Classement du meilleur jeune | Classement du meilleur jeune | Classement du meilleur jeune | Classement du meilleur jeune |
| Coureuse                     | Coureuse                     | Pays                         | Équipe                       | Points                       |
| ---------------------------- | ---------------------------- | ---------------------------- | ---------------------------- | ---------------------------- |
| 1re                          | Sofia Bertizzolo             | Italie                       | Astana Women's Team          | 14 pts                       |
| 2e                           | Elisa Balsamo                | Italie                       | Valcar PBM                   | 10 pts                       |
| 3e                           | Jeanne Korevaar              | Pays-Bas                     | WaowDeals                    | 8 pts                        |
| 4e                           | Susanne Andersen             | Norvège                      | Hitec Products-Birk Sport    | 6 pts                        |
| 5e                           | Lisa Klein                   | Allemagne                    | Canyon-SRAM Racing           | 6 pts                        |
| 6e                           | Lorena Wiebes                | Pays-Bas                     | Parkhotel Valkenburg         | 6 pts                        |
| 7e                           | Angelica Brogi               | Italie                       | Aromitalia Vaiano            | 6 pts                        |
| 8e                           | Amalie Dideriksen            | Danemark                     | Boels Dolmans                | 4 pts                        |
| 9e                           | Letizia Paternoster          | Italie                       | Astana Women's Team          | 4 pts                        |
| 10e                          | Liane Lippert                | Allemagne                    | Sunweb                       | 4 pts                        |

| Classement du meilleur jeune | Classement du meilleur jeune | Classement du meilleur jeune | Classement du meilleur jeune | Classement du meilleur jeune |
| Coureuse                     | Coureuse                     | Pays                         | Équipe                       | Points                       |
| ---------------------------- | ---------------------------- | ---------------------------- | ---------------------------- | ---------------------------- |
| 1re                          | Sofia Bertizzolo             | Italie                       | Astana Women's Team          | 14 pts                       |
| 2e                           | Elisa Balsamo                | Italie                       | Valcar PBM                   | 10 pts                       |
| 3e                           | Jeanne Korevaar              | Pays-Bas                     | WaowDeals                    | 8 pts                        |
| 4e                           | Susanne Andersen             | Norvège                      | Hitec Products-Birk Sport    | 6 pts                        |
| 5e                           | Lisa Klein                   | Allemagne                    | Canyon-SRAM Racing           | 6 pts                        |
| 6e                           | Lorena Wiebes                | Pays-Bas                     | Parkhotel Valkenburg         | 6 pts                        |
| 7e                           | Angelica Brogi               | Italie                       | Aromitalia Vaiano            | 6 pts                        |
| 8e                           | Amalie Dideriksen            | Danemark                     | Boels Dolmans                | 4 pts                        |
| 9e                           | Letizia Paternoster          | Italie                       | Astana Women's Team          | 4 pts                        |
| 10e                          | Liane Lippert                | Allemagne                    | Sunweb                       | 4 pts                        |

| Classement par équipes aux points | Classement par équipes aux points | Classement par équipes aux points | Classement par équipes aux points |
| Équipe                            | Équipe                            | Pays                              | Points                            |
| --------------------------------- | --------------------------------- | --------------------------------- | --------------------------------- |
| 1re                               | Boels Dolmans                     | Pays-Bas                          | 1462 pts                          |
| 2e                                | Canyon-SRAM Racing                | Allemagne                         | 979 pts                           |
| 3e                                | Mitchelton-Scott                  | Australie                         | 841 pts                           |
| 4e                                | Alé Cipollini                     | Italie                            | 755 pts                           |
| 5e                                | Sunweb                            | Pays-Bas                          | 380 pts                           |
| 6e                                | Wiggle High5                      | Royaume-Uni                       | 364 pts                           |
| 7e                                | WaowDeals                         | Pays-Bas                          | 346 pts                           |
| 8e                                | Cervélo Bigla                     | Danemark                          | 325 pts                           |
| 9e                                | Astana Women's                    | Kazakhstan                        | 288 pts                           |
| 10e                               | Movistar Team                     | Espagne                           | 147 pts                           |

| Classement par équipes aux points | Classement par équipes aux points | Classement par équipes aux points | Classement par équipes aux points |
| Équipe                            | Équipe                            | Pays                              | Points                            |
| --------------------------------- | --------------------------------- | --------------------------------- | --------------------------------- |
| 1re                               | Boels Dolmans                     | Pays-Bas                          | 1462 pts                          |
| 2e                                | Canyon-SRAM Racing                | Allemagne                         | 979 pts                           |
| 3e                                | Mitchelton-Scott                  | Australie                         | 841 pts                           |
| 4e                                | Alé Cipollini                     | Italie                            | 755 pts                           |
| 5e                                | Sunweb                            | Pays-Bas                          | 380 pts                           |
| 6e                                | Wiggle High5                      | Royaume-Uni                       | 364 pts                           |
| 7e                                | WaowDeals                         | Pays-Bas                          | 346 pts                           |
| 8e                                | Cervélo Bigla                     | Danemark                          | 325 pts                           |
| 9e                                | Astana Women's                    | Kazakhstan                        | 288 pts                           |
| 10e                               | Movistar Team                     | Espagne                           | 147 pts                           |

## Liste des participantes
| Légende | Légende                                                                    | Légende | Légende                                                    |
| ------- | -------------------------------------------------------------------------- | ------- | ---------------------------------------------------------- |
| Num     | Dossard de départ porté par le coureur sur ce Tour des Flandres            | Pos     | Position à l'arrivée de la course                          |
|         | Indique un maillot de champion national ou mondial, suivi de sa spécialité | NP      | Indique un coureur qui n'a pas pris le départ de la course |
| AB      | Indique un coureur qui n'a pas terminé la course                           | HD      | Indique un coureur qui a terminé la course hors des délais |

| Sunweb SUN                          | Sunweb SUN             | Sunweb SUN |
| ----------------------------------- | ---------------------- | ---------- |
| Num                                 | Coureur                | Pos        |
| 1                                   | Coryn Rivera (USA)     | 34e        |
| 2                                   | Ellen van Dijk (NED)   | 7e         |
| 3                                   | Floortje Mackaij (NED) | 14e        |
| 4                                   | Lucinda Brand (NED)    | 70e        |
| 5                                   | Leah Kirchmann (CAN)   | 47e        |
| 6                                   | Julia Soek (NED)       | AB         |
| Directeur sportif : Hans Timmermans |                        |            |

| Boels Dolmans DLT              | Boels Dolmans DLT               | Boels Dolmans DLT |
| ------------------------------ | ------------------------------- | ----------------- |
| Num                            | Coureur                         | Pos               |
| 11                             | Chantal Blaak (NED) (route)     | 5e                |
| 12                             | Anna van der Breggen (NED)      | 1re               |
| 13                             | Amalie Dideriksen (DEN)         | 18e               |
| 14                             | Amy Pieters (NED)               | 2e                |
| 15                             | Megan Guarnier (USA)            | 10e               |
| 16                             | Christine Majerus (LUX) (route) | 26e               |
| Directeur sportif : Danny Stam |                                 |                   |

| Mitchelton-Scott MTS             | Mitchelton-Scott MTS         | Mitchelton-Scott MTS |
| -------------------------------- | ---------------------------- | -------------------- |
| Num                              | Coureur                      | Pos                  |
| 21                               | Jolien D'Hoore (BEL) (route) | 12e                  |
| 22                               | Annemiek van Vleuten (NED)   | 3e                   |
| 23                               | Gracie Elvin (AUS)           | AB                   |
| 24                               | Sarah Roy (AUS)              | 43e                  |
| 25                               | Jenelle Crooks (AUS)         | AB                   |
| 26                               | Jessica Allen (AUS)          | 64e                  |
| Directeur sportif : Martin Vesby |                              |                      |

| Cervélo Bigla CBT                  | Cervélo Bigla CBT              | Cervélo Bigla CBT |
| ---------------------------------- | ------------------------------ | ----------------- |
| Num                                | Coureur                        | Pos               |
| 31                                 | Lötta Lepistö (FIN) (route)    | 68e               |
| 32                                 | Ashleigh Moolman (RSA)         | 4e                |
| 33                                 | Ann-Sophie Duyck (BEL)         | AB                |
| 34                                 | Cecilie Uttrup Ludwig (DEN)    | 30e               |
| 35                                 | Marie Vilmann (DEN)            | 65e               |
| 36                                 | Emma Norsgaard Jørgensen (DEN) | AB                |
| Directeur sportif : Thomas Campana |                                |                   |

| Canyon-SRAM Racing CSR          | Canyon-SRAM Racing CSR       | Canyon-SRAM Racing CSR |
| ------------------------------- | ---------------------------- | ---------------------- |
| Num                             | Coureur                      | Pos                    |
| 41                              | Elena Cecchini (ITA)         | 36e                    |
| 42                              | Pauline Ferrand-Prévot (FRA) | 31e                    |
| 43                              | Katarzyna Niewiadoma (POL)   | 9e                     |
| 44                              | Trixi Worrack (GER)          | 69e                    |
| 45                              | Hannah Barnes (GBR)          | 45e                    |
| 46                              | Lisa Klein (GER) (route)     | AB                     |
| Directeur sportif : Ronny Lauke |                              |                        |

| Wiggle High5 WHT                | Wiggle High5 WHT           | Wiggle High5 WHT |
| ------------------------------- | -------------------------- | ---------------- |
| Num                             | Coureur                    | Pos              |
| 51                              | Eri Yonamine (JPN) (route) | 66e              |
| 52                              | Audrey Cordon (FRA)        | 24e              |
| 53                              | Kirsten Wild (NED)         | 11e              |
| 54                              | Emilia Fahlin (SWE)        | AB               |
| 55                              | Lisa Brennauer (GER)       | 8e               |
| 56                              | Julie Leth (DEN)           | 62e              |
| Directeur sportif : Allan Davis |                            |                  |

| WaowDeals WAD                         | WaowDeals WAD              | WaowDeals WAD |
| ------------------------------------- | -------------------------- | ------------- |
| Num                                   | Coureur                    | Pos           |
| 61                                    | Marianne Vos (NED) (route) | 35e           |
| 62                                    | Anouska Koster (NED)       | 44e           |
| 63                                    | Jeanne Korevaar (NED)      | 48e           |
| 64                                    | Riejanne Markus (NED)      | 46e           |
| 65                                    | Pauliena Rooijakkers (NED) | AB            |
| 66                                    | Monique van de Ree (NED)   | 71e           |
| Directeur sportif : Jeroen Blijlevens |                            |               |

| Alé Cipollini ALE                       | Alé Cipollini ALE       | Alé Cipollini ALE |
| --------------------------------------- | ----------------------- | ----------------- |
| Num                                     | Coureur                 | Pos               |
| 71                                      | Marta Bastianelli (ITA) | 13e               |
| 72                                      | Janneke Ensing (NED)    | AB                |
| 73                                      | Chloe Hosking (AUS)     | AB                |
| 74                                      | Karlijn Swinkels (NED)  | AB                |
| 75                                      | Roxane Knetemann (NED)  | 32e               |
| 76                                      | Soraya Paladin (ITA)    | 33e               |
| Directeur sportif : Fortunato Lacquanti |                         |                   |

| Cylance CPC                        | Cylance CPC                 | Cylance CPC |
| ---------------------------------- | --------------------------- | ----------- |
| Num                                | Coureur                     | Pos         |
| 81                                 | Giorgia Bronzini (ITA)      | AB          |
| 82                                 | Rossella Ratto (ITA)        | 53e         |
| 83                                 | Sheyla Gutierrez Ruiz (ESP) | AB          |
| 84                                 | Holly Breck (USA )          | AB          |
| 85                                 | Marta Tagliaferro (ITA )    | AB          |
| 86                                 | Jelena Eric (SRB)           | AB          |
| Directeur sportif : Manel Lacambra |                             |             |

| FDJ-Nouvelle Aquitaine-Futuroscope FUT | FDJ-Nouvelle Aquitaine-Futuroscope FUT | FDJ-Nouvelle Aquitaine-Futuroscope FUT |
| -------------------------------------- | -------------------------------------- | -------------------------------------- |
| Num                                    | Coureur                                | Pos                                    |
| 91                                     | Roxane Fournier (FRA)                  | AB                                     |
| 92                                     | Shara Gillow (AUS)                     | AB                                     |
| 93                                     | Moniek Tenniglo (NED)                  | AB                                     |
| 94                                     | Eugénie Duval (FRA)                    | 73e                                    |
| 95                                     | Lauren Kitchen (AUS)                   | 37e                                    |
| 96                                     | Rozanne Slik (NED)                     | 17e                                    |
| Directeur sportif : Cédric Barre       |                                        |                                        |

| BTC City Ljubljana BTC           | BTC City Ljubljana BTC     | BTC City Ljubljana BTC |
| -------------------------------- | -------------------------- | ---------------------- |
| Num                              | Coureur                    | Pos                    |
| 101                              | Eugenia Bujak (POL)        | 28e                    |
| 102                              | Maaike Boogaard (NED)      | AB                     |
| 104                              | Anastasiia Iakovenko (RUS) | AB                     |
| 105                              | Mia Radotic (CRO) (route)  | AB                     |
| 106                              | Corinna Lechner (GER)      | AB                     |
| Directeur sportif : Gorazd Penko |                            |                        |

| Hitec Products HPU                | Hitec Products HPU        | Hitec Products HPU |
| --------------------------------- | ------------------------- | ------------------ |
| Num                               | Coureur                   | Pos                |
| 111                               | Tatiana Guderzo (ITA)     | AB                 |
| 112                               | Nina Kessler (NED)        | AB                 |
| 113                               | Vita Heine (NOR) (route)  | 56e                |
| 114                               | Susanne Andersen (NOR)    | 15e                |
| 115                               | Line Marie Gulliken (NOR) | AB                 |
| 116                               | Simona Frapporti (ITA)    | AB                 |
| Directeur sportif : Ruud Verhagen |                           |                    |

| Astana Women's ASA                       | Astana Women's ASA           | Astana Women's ASA |
| ---------------------------------------- | ---------------------------- | ------------------ |
| Num                                      | Coureur                      | Pos                |
| 121                                      | Sofia Beggin (ITA)           | 27e                |
| 122                                      | Sofia Bertizzolo (ITA)       | 25e                |
| 123                                      | Jeidy Pradera Bernal (CUB)   | AB                 |
| 124                                      | Martina Alzini (ITA)         | 58e                |
| 125                                      | Arlenis Sierra (CUB) (route) | 21e                |
| 126                                      | Lara Vieceli (ITA)           | 39e                |
| Directeur sportif : Pierangelo Dal Colle |                              |                    |

| Virtu TVC                        | Virtu TVC                 | Virtu TVC |
| -------------------------------- | ------------------------- | --------- |
| Num                              | Coureur                   | Pos       |
| 131                              | Christina Siggaard (DEN)  | 19e       |
| 132                              | Barbara Guarischi (ITA)   | 67e       |
| 133                              | Katarzyna Pawlowska (POL) | AB        |
| 134                              | Claudia Koster (NED)      | 54e       |
| 135                              | Sara Penton (SWE) (route) | AB        |
| 136                              | Mieke Kröger (GER)        | AB        |
| Directeur sportif : Carmen Small |                           |           |

| Valcar-PBM VAL                    | Valcar-PBM VAL                  | Valcar-PBM VAL |
| --------------------------------- | ------------------------------- | -------------- |
| Num                               | Coureur                         | Pos            |
| 141                               | Maria Giulia Confalonieri (ITA) | 61e            |
| 142                               | Elisa Balsamo (ITA)             | 74e            |
| 143                               | Chiara Consonni (ITA)           | AB             |
| 144                               | Marta Cavalli (ITA)             | AB             |
| 145                               | Ilaria Sanguineti (ITA)         | AB             |
| 146                               | Silvia Persico (ITA)            | AB             |
| Directeur sportif : Davide Arzeni |                                 |                |

| Lotto Soudal LSL                     | Lotto Soudal LSL             | Lotto Soudal LSL |
| ------------------------------------ | ---------------------------- | ---------------- |
| Num                                  | Coureur                      | Pos              |
| 151                                  | Puck Moonen (NED)            | AB               |
| 152                                  | Chantal Hoffmann (LUX)       | AB               |
| 153                                  | Valerie Demey (BEL)          | 41e              |
| 154                                  | Annelies Dom (BEL)           | 20e              |
| 155                                  | Kelly van den Steen (BEL)    | AB               |
| 156                                  | Marjolein van't Geloof (NED) | AB               |
| Directeur sportif : Dany Schoonbaert |                              |                  |

| Bepink BPK                      | Bepink BPK                    | Bepink BPK |
| ------------------------------- | ----------------------------- | ---------- |
| Num                             | Coureur                       | Pos        |
| 161                             | Tereza Medvedova (SVK)        | AB         |
| 162                             | Maria Vittoria Sperotto (ITA) | AB         |
| 163                             | Letizia Borghesi (ITA)        | 50e        |
| 164                             | Lisa Morzenti (ITA)           | AB         |
| 165                             | Erica Magnaldi (ITA)          | 40e        |
| 166                             | Katia Ragusa (ITA)            | 51e        |
| Directeur sportif : Walter Zini |                               |            |

| Tibco-SVB TIB                     | Tibco-SVB TIB                 | Tibco-SVB TIB |
| --------------------------------- | ----------------------------- | ------------- |
| Num                               | Coureur                       | Pos           |
| 171                               | Brodie Chapman (AUS)          | AB            |
| 172                               | Ingrid Drexel (MEX)           | 59e           |
| 173                               | Emma Grant (GBR)              | AB            |
| 174                               | Alison Jackson (CAN)          | AB            |
| 175                               | Shannon Malseed (AUS) (route) | AB            |
| 176                               | Lex Albrecht (CAN)            | AB            |
| Directeur sportif : Edward Beamon |                               |               |

| Trek-Drops DRP                 | Trek-Drops DRP           | Trek-Drops DRP |
| ------------------------------ | ------------------------ | -------------- |
| Num                            | Coureur                  | Pos            |
| 181                            | Hannah Payton (GBR)      | AB             |
| 182                            | Eva Buurman (NED)        | 23e            |
| 183                            | Elizabeth Holden (GBR)   | 57e            |
| 184                            | Abby-Mae Parkinson (GBR) | 42e            |
| 185                            | Abigail van Twisk (GBR)  | AB             |
| 186                            | Tayler Wiles (USA)       | AB             |
| Directeur sportif : Bob Varney |                          |                |

| Aromitalia Vaiano VAI           | Aromitalia Vaiano VAI  | Aromitalia Vaiano VAI |
| ------------------------------- | ---------------------- | --------------------- |
| Num                             | Coureur                | Pos                   |
| 191                             | Rasa Leleivytė (LTU)   | AB                    |
| 192                             | Michela Balducci (ITA) | AB                    |
| 193                             | Angelica Brogi (ITA)   | AB                    |
| 194                             | Heidi Dalton (RSA)     | AB                    |
| 195                             | Lisa de Ranieri (ITA)  | AB                    |
| 196                             | Lija Laizane (LAT)     | AB                    |
| Directeur sportif : Paolo Baldi |                        |                       |

| Parkhotel Valkenburg-Destil PVD | Parkhotel Valkenburg-Destil PVD | Parkhotel Valkenburg-Destil PVD |
| ------------------------------- | ------------------------------- | ------------------------------- |
| Num                             | Coureur                         | Pos                             |
| 201                             | Esther van Veen (NED)           | AB                              |
| 202                             | Hanna Solovey (UKR)             | 49e                             |
| 203                             | Nancy van der Burg (NED)        | AB                              |
| 204                             | Chanella Stougje (NED)          | 52e                             |
| 205                             | Natalie van Gogh (NED)          | 55e                             |
| 206                             | Nina Buijsman (NED)             | 72e                             |
| Directeur sportif : Bart Faes   |                                 |                                 |

| Movistar MOV                   | Movistar MOV              | Movistar MOV |
| ------------------------------ | ------------------------- | ------------ |
| Num                            | Coureur                   | Pos          |
| 211                            | Aude Biannic (FRA)        | 22e          |
| 212                            | Alicia Gonzalez (ESP)     | 38e          |
| 213                            | Malgorzata Jasinska (POL) | 6e           |
| 214                            | Rachel Neylan (AUS)       | AB           |
| 215                            | Gloria Rodriguez (ESP)    | AB           |
| 216                            | Alba Teruel (ESP)         | AB           |
| Directeur sportif : Jorge Sanz |                           |              |

| Doltcini-Van Eyck Sport DVE     | Doltcini-Van Eyck Sport DVE | Doltcini-Van Eyck Sport DVE |
| ------------------------------- | --------------------------- | --------------------------- |
| Num                             | Coureur                     | Pos                         |
| 221                             | Sofie de Vuyst (BEL)        | 16e                         |
| 222                             | Saartje Vandenbroucke (BEL) | AB                          |
| 223                             | Kelly Druyts (BEL)          | 60e                         |
| 224                             | Daniela Reis (POR)          | 29e                         |
| 225                             | Pascale Jeuland (FRA)       | 63e                         |
| 226                             | Tetiana Riabchenko (UKR)    | AB                          |
| Directeur sportif : Marc Bracke |                             |                             |

| Experza-Footlogix EXP            | Experza-Footlogix EXP | Experza-Footlogix EXP |
| -------------------------------- | --------------------- | --------------------- |
| Num                              | Coureur               | Pos                   |
| 231                              | Thalita de Jong (NED) | AB                    |
| 232                              | Susanna Zorzi (ITA)   | AB                    |
| 233                              | Séverine Eraud (FRA)  | AB                    |
| 234                              | Sara Mustonen (SWE)   | AB                    |
| 235                              | Nathalie Bex (BEL)    | AB                    |
| 236                              | Sarah Rijkes (BEL)    | AB                    |
| Directeur sportif : Davy Wijnant |                       |                       |

Source.

## Organisation

### Prix
Les prix suivants sont distribués :
| Position | 1er     | 2e    | 3e    | 4e    | 5e    | 6e    | 7e    | 8e    | 9e    | 10e   |
| Prix     | 1 150 € | 850 € | 570 € | 340 € | 290 € | 250 € | 225 € | 200 € | 170 € | 150 € |

En sus, les coureuses placées de la 11e à la 15e place gagnent 120 €, celles placées de la 16e à la 20e place 90 €.